# 哈特贝格郊镇
哈特贝格郊镇是奥地利施蒂利亚州哈特贝格县的一个市镇。总面积30.42平方公里，总人口2170人，人口密度71.3人/平方公里（2005年）。